# 29 mai 1990
Le mardi 29 mai 1990 est le 149e jour de l'année 1990.

## Naissances
- Amira Ben Chaabane, escrimeuse tunisienne
- Björn Daníel Sverrisson, joueur de football islandais
- Brent Raedeke, joueur de hockey sur glace canadien
- Daniel Joe, joueur de football papou
- Davit Gharibyan, modèle, acteur, réalisateur et présentateur arménien
- Demitrius Conger, basketteur américain
- Hamza Nagga, volleyeur tunisien
- Huang Ting-ying, cycliste taïwanaise
- Jang Kyung-gu, coureur cycliste sud-coréen
- Joe Biagini, joueur de baseball américain
- Ladarius Green, joueur américain de football américain
- Lucas Gomes da Silva (mort le 28 novembre 2016), joueur de football brésilien
- Oliver Sorg, footballeur allemand
- Petr Linhart, joueur tchèque de handball
- Ramil Guliyev, athlète azéri naturalisé turc
- Sébastien Wüthrich, footballeur suisse
- Sherida Spitse, joueuse de football internationale néerlandaise
- Stéphane Badji, footballeur sénégalais
- Thibaut Pinot, coureur cycliste français
- Trevor Rosenthal, joueur américain de baseball
- Trey Thompkins, joueur de basket-ball américain
- Tyler Pill, joueur de baseball américain

## Décès
- Bill MacKenzie (né le 12 décembre 1911), hockeyeur sur glace canadien
- Jean Brajeux (né le 25 août 1895), personnalité politique française
- Joseph Vincent Claude Savoie (né le 30 juillet 1916), personnalité politique canadienne
- Yves Brayer (né le 18 novembre 1907), peintre français

## Événements
- Élection de Boris Eltsine au poste de président de la Russie.
- Fin du concours Eurovision des jeunes musiciens 1990
- Création de Parti national démocratique au Népal
- Sortie de l'album Pod du groupe The Breeders